# 노상에서
"노상에서"는 1981년에 개봉한 대한민국의 영화이다.

## 캐스팅
- 윤미라
- 윤일봉
- 김국현
- 김하림